# Juanes MTV Unplugged
Juanes MTV Unplugged es el segundo álbum en vivo del cantautor colombiano Juanes. Se lanzó el 29 de mayo de 2012, siendo grabado el 1 de febrero del mismo año en Miami, Estados Unidos. La producción del álbum estuvo a cargo del cantautor dominicano Juan Luis Guerra y tuvo la participación de Joaquín Sabina y Paula Fernandes en el escenario. El primer sencillo de la producción fue lanzado el 5 de marzo de 2012 y consta de una canción inédita grabada durante el concierto llamada «La señal». El segundo sencillo del álbum es «Me enamora», lanzado días antes de la publicación del álbum. Antes de culminar la semana de lanzamiento del álbum Juanes ya había sido certificado con 12 discos de platino por ventas en Colombia, convirtiéndose en el DVD más vendido en la historia del mismo país, asimismo, el álbum recibió certificación de oro en Venezuela por las altas ventas. El álbum se encuentra disponible en los Almacenes Éxito, Carulla y Surtimax.
Las canciones inéditas de este álbum le han devuelto el nombre honorífico a Juanes como "El Príncipe del Pop Latino". El álbum ha vendido más de 2 millones de copias en todo el mundo, de las cuales 300.000 copias fueron vendidas en Colombia y ganó 3 Latin Grammy en las categorías: Álbum del año, Mejor video musical Versión Larga y Productor del año y fue ganador a mejor álbum pop latino en los Grammy Awards.

## Producción

### Antecedentes
Luego de las bajas ventas de su último álbum de estudio, P.A.R.C.E., lanzado a fines de 2010, en mayo de 2011 Juanes anunció la separación profesional con su representante, Fernán Martínez, la cancelación de su gira mundial y una supuesta retirada de los escenarios por tres o cuatro años. Tiempo después Juanes desmintió los rumores de su alejamiento de los escenarios, incluso en julio de 2011 retomó parte de su gira por España y comentó que "lo único que voy a hacer es tomarme unos días en casa con mis hijos. Necesito estar con ellos y componer canciones nuevas". Posteriormente, en diciembre de 2011, el cantante colombiano anunció que realizaría un MTV Unplugged, bajó la producción de Juan Luis Guerra y sería grabado en febrero de 2012.

### Grabación
El 1 de febrero de 2012, Juanes se presentó en el New World Center en Miami acompañado de 16 músicos que incluían guitarras, piano, violines, trompetas, entre otros, en cuyo cierre del concierto contó con un coro de 32 personas para interpretar la canción lanzada en 2008, «Odio por amor». En el espectáculo, el cantante presentó 14 canciones, 3 de ellas compuestas exclusivamente para el MTV Unplugged tituladas «Todo en mi vida eres tú», «La señal» y «Azul Sabina», esta última interpretada junto al cantautor español Joaquín Sabina. Además de la participación del español, la cantante brasileña Paula Fernandes acompañó a Juanes cantando «Hoy me voy» en una versión bilingüe. Excluyendo las nuevas canciones, Juanes repasó canciones que incluyen desde su primer álbum de estudio «Fíjate bien» publicado en 2000 hasta el penúltimo «La vida... es un ratico» lanzando en 2007. El desenchufado fue dirigido por Ivan Dudynsky.

## Promoción

### Concurso
Pocos días después de la confirmación de su primer desenchufado para MTV, la cadena de televisión lanzó un concurso para las personas residentes en Estados Unidos titulado "MTV Demo: Concurso Unplugged con Juanes". El concurso consistía en grabar un vídeo cantando una canción de Juanes y otorgraba al ganador al subir al concierto con el cantante colombiano. Para la promoción mundial del álbum, Juanes realizará una gira por todos los continentes llamada Juanes MTV Unplugged Tour.

### Sencillos y lanzamiento
El 5 de marzo de 2012 fue lanzado a las radios el primer sencillo del álbum titulado «La señal» y al día siguiente estuvo disponible para descarga digital. Posteriormente, el 17 de mayo, lanzó el segundo sencillo del álbum, «Me enamora», con nuevos arreglos acústicos. Juanes MTV Unplugged será emitido por MTV en Estados Unidos el próximo 27 de mayo y solamente dos días después se pondrá a la venta.
El 24 de marzo se estrenó un sencillo promocional titulado «Hoy me voy», que cantó a dúo con la Brasileña Paula Fernandes en una versión bilingüe.
En julio se estrenó el cuarto sencillo promocional «A Dios le pido».

## Ventas
La preventa de Juanes MTV Unplugged ha batido récords en su lanzamiento en varios países como México, Colombia, Venezuela, Ecuador, Honduras y Guatemala tras alcanzar la posición #1 sin haber lanzado oficialmente el álbum.
El álbum ya fue certificado como disco de oro en Estados Unidos, México, España y Venezuela y 15 veces platino en Colombia, donde Juanes recibió el reconocimiento ante los medios de comunicación durante la conferencia de prensa llevada a cabo en la capital de dicho país. “Juanes MTV Unplugged” se convirtió en el disco en alcanzar en menos tiempo tal marca de ventas, además se convierte en el DVD musical más vendido en la historia en Colombia. El nuevo álbum del cantante, compositor, y guitarrista colombiano también debutó en los primeros lugares de ventas digitales, ocupando el puesto N.º 1 de los listados de álbumes Latinos de iTunes en Estados Unidos y Puerto Rico y la posición N.º 1 en Argentina, Bolivia, Chile, Colombia, Costa Rica,
La visita de Juanes a Colombia es parte de una gira de promoción extensiva para el álbum MTV Unplugged; dicha gira ya ha llevado a Juanes a España, México y a varias ciudades clave de Estados Unidos. Durante la semana de lanzamiento, Juanes presentó conciertos íntimos en Los Ángeles, Chicago, Houston y en Puerto Rico. Próximamente viajará a Argentina, Venezuela y Brasil.
"Juanes: MTV Unplugged" incluye 14 temas, 11 de ellos son los más grandes éxitos de su carrera, reinterpretados de manera acústica; entre los cuales se encuentran “Me Enamora”, “La Camisa Negra”, “A Dios le pido”, “Hoy Me voy (a dúo con Paula Fernandes)” y “Nada Valgo Sin Tu Amor”. Todos estos éxitos han ayudado a vender más de 15 millones de discos en la carrera del artista y posicionarlo como uno de los artistas latinos más relevantes de la última década. Además, incluye tres temas nuevos: el éxito internacional “La Señal” - #1 en Estados Unidos, Puerto Rico y toda América Latina - “Azul Sabina” coescrita con el cantautor español Joaquín Sabina y “Todo En Mi Vida Eres Tu”.

## Lista de canciones

### CD
| N.º | Título                                                     | Dúo con         | Duración |  |
| 1.  | «Fíjate bien» (de Fíjate bien, 2000)                       |                 | 3:53     |  |
| 2.  | «La paga» (de Un día normal, 2002)                         |                 | 3:33     |  |
| 3.  | «Nada valgo sin tu amor» (de Mi sangre, 2004)              |                 | 3:44     |  |
| 4.  | «Es por ti» (de Un día normal, 2002)                       |                 | 4:55     |  |
| 5.  | «Todo en mi vida eres tú»                                  |                 | 3:47     |  |
| 6.  | «A Dios le pido» (de Un día normal, 2002)                  |                 | 3:41     |  |
| 7.  | «Hoy me voy» (de La vida... es un ratico, 2007)            | Paula Fernandes | 4:19     |  |
| 8.  | «Volverte a ver» (de Mi sangre, 2004)                      |                 | 4:29     |  |
| 9.  | «La camisa negra» (de Mi sangre, 2004)                     |                 | 3:45     |  |
| 10. | «Azul Sabina»                                              | Joaquín Sabina  | 3:46     |  |
| 11. | «Para tu amor» (de Mi sangre, 2004)                        |                 | 3:54     |  |
| 12. | «La señal»                                                 |                 | 3:34     |  |
| 13. | «Me enamora» (de La vida... es un ratico, 2007)            |                 | 3:20     |  |
| 14. | «Odio por amor» (de La vida... es un ratico en vivo, 2008) |                 | 5:08     |  |

### DVD
| N.º | Título                                                     | Dúo con         | Duración |  |
| 1.  | «Fíjate bien» (de Fíjate bien, 2000)                       |                 | 3:53     |  |
| 2.  | «La paga» (de Un día normal, 2002)                         |                 | 3:32     |  |
| 3.  | «Nada valgo sin tu amor» (de Mi sangre, 2004)              |                 | 3:44     |  |
| 4.  | «Es por ti» (de Un día normal, 2002)                       |                 | 4:56     |  |
| 5.  | «Todo en mi vida eres tú»                                  |                 | 3:48     |  |
| 6.  | «A Dios le pido» (de Un día normal, 2002)                  |                 | 3:44     |  |
| 7.  | «Hoy me voy» (de La vida... es un ratico, 2007)            | Paula Fernandes | 4:14     |  |
| 8.  | «Volverte a ver» (de Mi sangre, 2004)                      |                 | 4:26     |  |
| 9.  | «La camisa negra» (de Mi sangre, 2004)                     |                 | 3:45     |  |
| 10. | «Azul Sabina»                                              | Joaquín Sabina  | 3:51     |  |
| 11. | «Para tu amor» (de Mi sangre, 2004)                        |                 | 3:53     |  |
| 12. | «La señal»                                                 |                 | 3:34     |  |
| 13. | «Me enamora» (de La vida... es un ratico, 2007)            |                 | 3:20     |  |
| 14. | «Odio por amor» (de La vida... es un ratico en vivo, 2008) |                 | 5:46     |  |

## Certificaciones
| País (organismo certificador) | Certificación   | Unidades certificadas |
| ----------------------------- | --------------- | --------------------- |
| Colombia (ASINCOL)            | 15× Platino     | 310,000               |
| México (AMPROFON)             | Platino         | 60,000                |
| España (PROMUSICAE)           | Platino         | 40,000                |
| Estados Unidos (RIAA)         | Platino (Latin) | 100,000               |
| Venezuela (APFV)              | Platino         | 10,000                |